# 灰埠站
灰埠站位于中华人民共和国山东省青岛市平度市新河镇三埠村与大官庄村之间，是津潍烟高速铁路潍烟段上的一座车站，2024年10月21日随潍烟高铁开通开办客运业务，车站规模为2台4线。

## 车站周边
- 平度市公安局保安值勤中队
- 青岛瑞龙工艺品厂
- 青岛嘉隆特工艺品有限公司
- 青岛冠昊工艺品有限公司
- 青岛誉冠工艺品有限公司
- 新河镇大官庄小学
- 平度市新河镇大官庄幼儿园
- 三埠村、大官庄村、后埠村、居贤新村

### 公交接驳
大官庄站（G206国道大官庄路口侧）：平度101路、平度新河西线、平度新河东线